# San (Einheit)
Der San war ein Flächen- und Feldmaß in Armenien und im Gouvernement Taurien. Es wurde in den großen und in den mit größerer Anwendung kleinen San unterschieden. Festlegungen gab es zu diesen Maßen am 24. Januar 1829 mit dem Befehl Nr. 2617.
- 1 großer San = 12.000 Quadrat-Saschen (russisch) = 5 Dessjatine (russisch = 10.925,4 Quadratmeter) = 546 ¼ Ar
- 1 kleiner San = 7200 Quadrat-Saschen (russisch) = 3 Dessjatine (russisch) = 327 ¾ Ar

Über diese beiden Maße hinaus gab es noch für den gleichen Zweck den Biljuk oder Kaitüm, den Tan, auch Tachta oder Jarümtscha, und  den Bostan. Zwei Maße ohne eine bestimmte Größe waren der Pai, der Acker und der Kissek.
- 1 Biljuk/Kaitüm = 1 Dessjatine (russisch) = 109 ¼ Ar
- 1 Tan/Tachta/Jarimtscha = ½ Dessjatine (russisch) = 54 ⅝ Ar
- 1 Bostan = 10.000 Quadrat-Saschen (russisch ≈ 4,55 Quadratmeter)  = 4 1/6 Dessjatine = 455 1/5 Ar